# Нурі Джелілов
Нурі Джелілов (Крим. Nuri Celilov; 15 вересня 1913 — 14 грудня 1976) — радянський офіцер, учасник Другої світової війни, Герой Радянського Союзу.

## Біографія
Нурі Джелілов народився 5 вересня 1913 року в селі Кизилташ Ялтинського району в сім'ї службовця. З липня 1941 року служив у армії.
17 серпня того ж року вперше брав участь у бойових діях. У складі 4-го ескадрону 138-го кавалерійського полку 30-ї окремої кавалерійської дивізії пройшов шлях від Донбасу до Північного Кавказу, потім від Кизляра та Калмицьких степів до Ростова та Матвій-Кургана.
Він брав участь у боях за визволення міст: Варшава, Лодзь, Познань, Штеттін, Штарград, Альтдама та Кюстрін. Особисто брав участь у прориві сильної ешелонованої оборонної лінії ворога на Одері. За участь у бойових діях Нурі Джелілов був нагороджений двома орденами Червоного Прапора та медаллю «За визволення Варшави». Прізвище Джелілова значиться у списках бійців, які звільняли Берлін та Рейхстаг.
Він особисто знищив 7 танків, 9 автомашин, захопив у полон 56 солдатів та офіцерів. За вмілу організацію бою, за збереження танка від знищення, за завдану шкоду противнику, героїзм і мужність Джелілов було представлено до звання Героя Радянського Союзу. На жаль, героїзм цієї безстрашної людини не було визнано. Обмежилися лише нагородженням його третім орденом Червоного Прапора та медаллю «За взяття Берліна» До дня демобілізації перебував у Познані у складі окупаційних військ у чині гвардії майора.
Після закінчення війни жив у Дагестані, потім у Краснодарському краї, де й похований.